# Fabio Mignanelli
Fabio Mignanelli (ur. w 1496 w Sienie, zm. 10 sierpnia 1557 w Rzymie) – włoski kardynał.

## Życiorys
Urodził się w 1496 roku w Sienie, jako syn Pietra Paola Mignanelliego i Onoraty Saraceni. Studiował na Uniwersytecie Sieneńskim, gdzie uzyskał doktorat utroque iure. Po studiach wykładał na macierzystej uczelni, a następnie wyjechał do Rzymu, gdzie poślubił Antoninę Capodiferro, z którą miał syna. Po śmierci żony wstąpił do stanu duchownego i został wysłany do Wenecji, by nakłonić republikę do rezygnacji z sojuszu z Turkami i nawiązanie przymierza przeciwko nim. W latach 1538–1539 był nuncjuszem apostolskim przy Ferdynandzie I. 15 listopada 1540 roku został wybrany biskupem Lucery. Rok później został gubernatorem i wicelegatem w Bolonii, a w 1546 – w Marchii. Uczestniczył w sejmie Rzeszy w Wormacji i obradach soboru trydenckiego. Pełnił funkcję nuncjusza w Wenecji (1543–1544), ponownie przy Ferdynandzie I (1545) i przy Karolu V (1546). 20 listopada 1551 roku został kreowany kardynałem prezbiterem i otrzymał kościół tytularny San Silvestro in Capite. Wkrótce potem został prefektem Trybunału Sygnatury Sprawiedliwości, a w 1553 roku zrezygnował z zarządzania diecezją. W latach 1553–1554 był administratorem apostolskim Grosseto. Zmarł 10 sierpnia 1557 w Rzymie.